# Lubai Makmur
Lubai Makmur is een bestuurslaag in het regentschap Muara Enim van de provincie Zuid-Sumatra, Indonesië. Lubai Makmur telt 621 inwoners (volkstelling 2010).